# Gheorghe Gruia
Gheorghe Gruia (Bukarest, 1940. október 2. – Mexikóváros, 2015. december 9.) olimpiai bronzérmes, kétszeres világbajnok román kézilabdázó, edző. 1992-ben a Nemzetközi Kézilabda-szövetség a világ legjobb kézilabdázójának választotta. Sportteljesítményét elismerve, 2009-ben állami kitüntetésben részesült. Halálát követően a Román Kézilabda-szövetség 2016 januárjában tartott ünnepségén emlékezett meg róla és visszavonultatta a válogatottban viselt 10-es számú mezét.

## Pályafutása

### Klubcsapatokban
Pályafutása egészét a bukaresti Steaua csapatában töltötte, amellyel nyolc alkalommal nyerte meg hazája bajnokságát, az 1967–68-as szezonban pedig a Bajnokcsapatok Európa-kupáját.

### A válogatottban
A román válogatott színeiben az 1964-es és az 1970-es világbajnokságon aranyérmet, 1967-ben pedig bronzérmet szerzett. Az 1972-es müncheni olimpián harmadik helyen zárt a válogatottal és 37 góllal ő lett a torna legeredményesebb játékosa. 126 alkalommal viselte a címeres mezt, ezalatt 636 gólt lőtt a nemzeti csapatban.

### Edzőként
Visszavonulását követően Mexikóban élt, több klubcsapat és a férfi válogatott edzője is volt. 2015. december 9-én szívroham következtében hunyt el, 75 éves korában.

## Sikerei, díjai
Steaua București
- Román bajnok: 1963, 1967, 1968, 1969, 1970, 1971, 1972, 1973
- Bajnokcsapatok Európa-kupája-győztes: 1967–68

## Bibliográfia
- Horia Alexandrescu, Gruia, Mister Handbal, Vivaldi, 2009 ISBN 978-973-150-033-1